# ميتشيل لوري
ميتشيل لوري (بالإنجليزية: Mitchell Lurie)‏ هو لاعب كرة قدم أمريكي في مركز الدفاع، ولد في 20 يوليو 1993 في بورتلاند في الولايات المتحدة. لعب مع نادي سانت لويس.

## وصلات خارجية
- ميتشيل لوري على موقع الدوري الأمريكي (الإنجليزية)
- ميتشيل لوري على موقع قاعدة بيانات كرة القدم.إي يو (الإنجليزية)